# Manot 1
Manot 1 este numele unui craniu fosil incomplet, descoperit în peștera Manot din Israel, care prezintă trăsăturile oamenilor moderni arhaici. A fost descoperit în 2008, iar descrierea științifică a fost publicată în 2015. Datarea radiometrică indică faptul că are aproximativ 54.700 de ani și se consideră că este strămoșul direct pentru populațiile paleolitice superioare din Levant și Europa.

## Descoperire

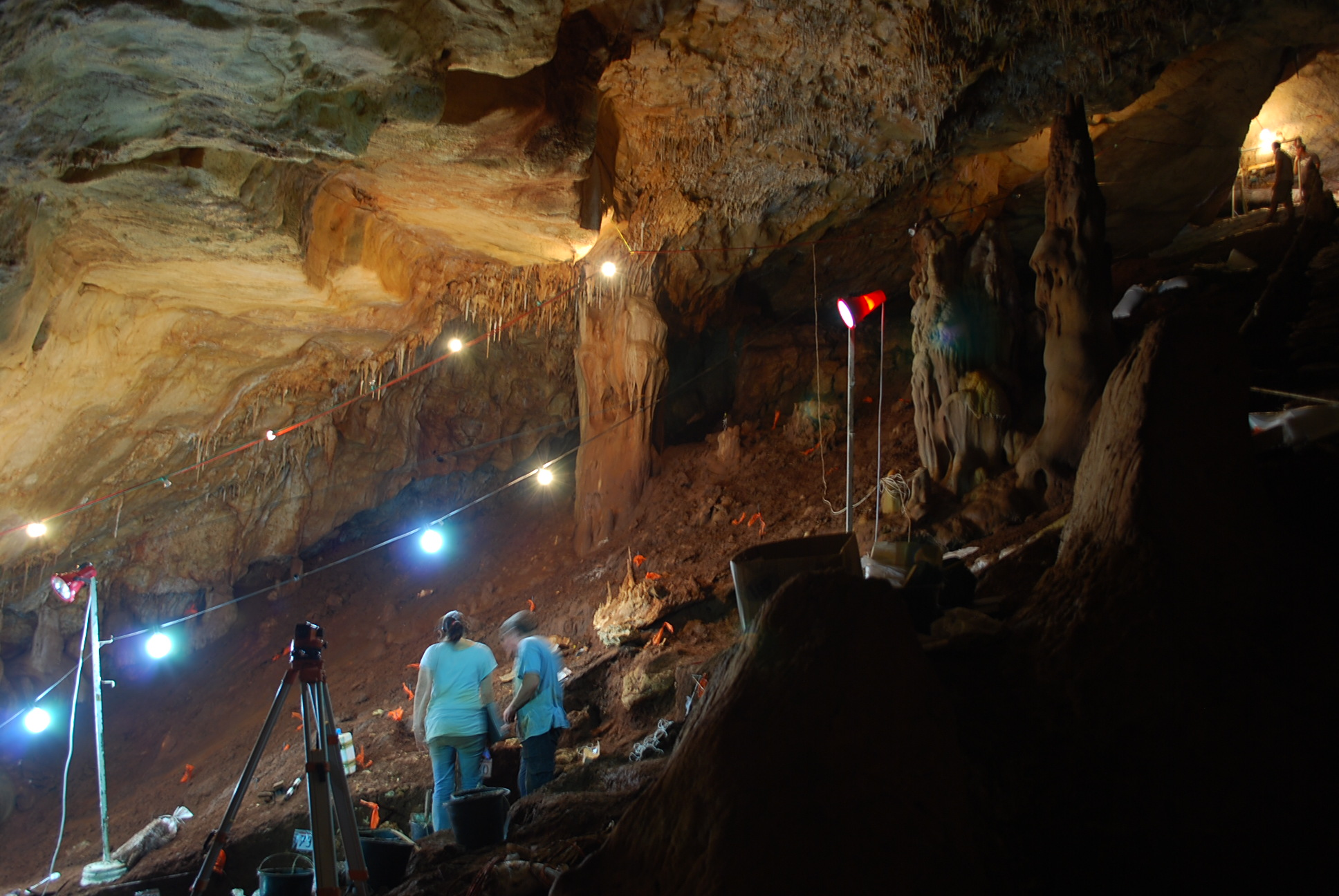
Peștera Manot în timpul săpăturilor, 2011

Manot 1 a fost descoperit în Peștera Manot odată cu descoperirea peșterii în sine, în 2008. Situl este situat în vestul Galileei, la aproximativ 10 km nord de Peștera HaYonim și la 50 km nord-est de Muntele Carmel. A fost descoperit accidental când un buldozer a perforat tavanul peșterii în timpul lucrărilor de construcție. Arheologii de la unitatea de cercetare a peșterilor de la Universitatea Ebraică din Ierusalim au fost informați imediat și s-au început cercetările preliminare. Ei au găsit un craniu alături de unelte de piatră, bucăți de cărbune și alte resturi umane. Uneltele găsite includeau lame Levallois, bifaciale, uneltele de tipul burin-elor și unelte Aurignacian. În apropiere au găsit rămășițe de cerb lopătar, căprioară roșie, gazelă de munte, cal, bour, hienă și urs.

## Descriere
Manot 1 este un individ adult reprezentat de un craniu aproape complet, foarte asemănător cu al oamenilor moderni. Volumul creierului său era relativ mic, de 1100 cm³, comparativ cu creierul uman modern, care este de aproximativ  1400 cm³. Caracteristicile sale unice sunt: occipitalul bombat, arcul moderat al osului parietal, zona sagitală plană, prezența fosei suprainiace și linia nucală superioară pronunțată. Acest ansamblu de caracteristici este intermediar între anatomia celor mai recenți oameni africani și anatomia europenilor din Paleoliticul superior.  Manot 1 este semnificativ diferit de alți oameni arhaici care au trăit în Levantul vecin. Este luată în calcul și posibilitatea de a fi un hibrid om-Neanderthal. Descoperitorii au concluzionat că:
„Forma generală și caracteristici morfologice discrete ale calotei Manot 1 demonstrează că acest craniu parțial este modern fără echivoc.”

## Importanța în evoluția umană
Manot 1, datat la o vechime de aproximativ 55.000 de ani, este cel mai vechi exemplar de om modern care a trăit în afara Africii.  Se crede că Manot 1 este strămoș al liniilor moderne din Eurasia Occidentală care au început să se dezvolte în timpul Paleoliticului superior.
Vârsta fosilelor este în concordanță cu perioada de încrucișare dintre Neanderthali și oamenii moderni. În timp ce extracția și secvențializarea ADN-ului din resturi ar putea potențial confirma că încrucișarea a avut loc la acel moment, șansele de a face acest lucru cu succes sunt reduse de climatul cald al regiunii, ceea ce accelerează degradarea ADN-ului. 